# Русский бес
«Ру́сский Бес» — российская чёрная комедия 2018 года режиссёра Григория Константинопольского. В главной роли Иван Макаревич.
В июне 2018 года фильм участвовал в основном конкурсе кинофестиваля «Кинотавр», где режиссёр Григорий Константинопольский был награждён призом за лучшую режиссуру.

## Сюжет
Действие фильма разворачивается в современной России. Главный герой, художник-дизайнер Святослав Иванов (Иван Макаревич), влюблён в Асю (Любовь Аксёнова), дочь влиятельного банкира. Желая обеспечить будущей жене достойную жизнь, Святослав решает открыть собственный ресторан под названием «Русский бес». Для реализации своего бизнес-плана Святослав берёт ссуду у отца Аси, Петра Александровича (Виталий Кищенко). 
Однако вскоре главный герой сталкивается с рядом серьёзных препятствий. Кто-то целенаправленно пытается уничтожить его бизнес и даже покушается на его жизнь. По мере развития сюжета Святослав начинает видеть загадочного Чёрного человека (Григорий Константинопольский), который, возможно, является плодом его воображения. Герой постепенно погружается в пучину паранойи и насилия, пытаясь защитить свой бизнес и отношения с Асей. Главный герой Святослав Иванов (Иван Макаревич) постепенно теряет связь с реальностью. Его параноидальные видения и агрессивные действия достигают кульминации. 
В последних сценах фильма становится неясно, что из происходящего реально, а что является плодом воображения Святослава. Фильм завершается открытым финалом, оставляя зрителям простор для интерпретаций. Неоднозначная концовка позволяет по-разному трактовать судьбу главного героя и истинную природу событий, показанных в фильме. Режиссер намеренно размывает грань между реальностью и галлюцинациями Святослава, заставляя аудиторию задуматься о том, что на самом деле произошло. 

## В ролях
- Иван Макаревич — Святослав Иванов
- Григорий Константинопольский — Чёрный человек
- Любовь Аксёнова — Ася
- Виталий Кищенко — Пётр Александрович, отец Аси, банкир
- Виктория Исакова — Полина Викторовна
- Юлия Ауг — Александра Степановна Трушкина
- Ксения Раппопорт — Маша
- Тимофей Трибунцев — Захар Захарович Захаров, следователь
- Александр Стриженов — отец Григорий
- Михаил Ефремов — друг Святослава

## Награды
- 2018 — кинофестиваль «Кинотавр» — приз за лучшую режиссуру (Григорий Константинопольский)[5].